# Sci alpino alla XXVI Universiade invernale
Le gare di sci alpino della XXVI Universiade invernale si sono svolte a Pozza di Fassa e al Passo San Pellegrino, in Italia, dal 13 al 20 dicembre 2013. In programma dieci eventi.

## Podi

### Uomini
| Evento          | Oro                 | Tempo   | Argento                     | Tempo   | Bronzo          | Tempo   |
| Discesa libera  | Davide Cazzaniga    | 1'13"00 | Blaise Giezendanner         | 1'13"48 | Guglielmo Bosca | 1'13"73 |
| Supergigante    | Blaise Giezendanner | 1'22"32 | Nicolas Raffort             | 1'22"87 | Guglielmo Bosca | 1'23"12 |
| Slalom gigante  | Jonas Fabre         | 1'47"74 | Thibaut Favrot Giulio Bosca | 1'48"02 |                 |         |
| Slalom speciale | Joonas Räsänen      | 1'32"09 | Adam Žampa                  | 1'32"25 | Kryštof Krýzl   | 1'32"72 |
| Combinata       | Olivier Jenot       | 328 pt. | Blaise Giezendanner         | 323 pt. | Ondřej Berndt   | 317 pt. |

### Donne
| Evento          | Oro                     | Tempo   | Argento           | Tempo   | Bronzo              | Tempo   |
| Discesa libera  | Valentina Golenkova     | 1'17"92 | Jana Gantnerová   | 1'18"04 | Karolina Chrapek    | 1'18"21 |
| Supergigante    | Giulia Borghetti        | 1'28"43 | Karolina Chrapek  | 1'28"58 | Valentina Golenkova | 1'29"22 |
| Slalom gigante  | Maryna Gąsienica-Daniel | 1'50"99 | Michelle Morik    | 1'51"23 | Veronica Smedh      | 1'51"54 |
| Slalom speciale | Nevena Ignjatović       | 1'38"42 | Margaux Givel     | 1'38"78 | Martina Dubovská    | 1'38"98 |
| Combinata       | Jana Gantnerová         | 398 pt. | Barbara Kantorová | 381 pt. | Maryja Škanava      | 355 pt. |

## Medagliere
| Pos.   | Paese       | Oro | Argento | Bronzo | Totale |
| ------ | ----------- | --- | ------- | ------ | ------ |
| 1      | Francia     | 2   | 4       | 0      | 6      |
| 2      | Italia      | 2   | 1       | 2      | 5      |
| 3      | Slovacchia  | 1   | 3       | 0      | 4      |
| 4      | Polonia     | 1   | 1       | 1      | 3      |
| 5      | Russia      | 1   | 0       | 1      | 2      |
| 6      | Finlandia   | 1   | 0       | 0      | 1      |
| 6      | Monaco      | 1   | 0       | 0      | 1      |
| 6      | Serbia      | 1   | 0       | 0      | 1      |
| 9      | Austria     | 0   | 1       | 0      | 1      |
| 9      | Svizzera    | 0   | 1       | 0      | 1      |
| 11     | Rep. Ceca   | 0   | 0       | 3      | 3      |
| 12     | Bielorussia | 0   | 0       | 1      | 1      |
| 12     | Svezia      | 0   | 0       | 1      | 1      |
| Totale | Totale      | 10  | 11      | 9      | 30     |